# Brunellia goudotii
Brunellia goudotii är en tvåhjärtbladig växtart som beskrevs av Louis René Tulasne. Brunellia goudotii ingår i släktet Brunellia och familjen Brunelliaceae. Inga underarter finns listade i Catalogue of Life.